# Rockdepartementet
Rockdepartementet var ett radioprogram fokuserat på rockmusik som sändes i Sveriges Radio P3.
Programmet sändes på torsdagskvällar varje vecka mellan september 1982 och augusti 1987. Under det första året sändes det från Växjö med Mikael Nilsson och Ing-Marie Olofsdotter som redaktörer och programledare. Därefter under två år med Mikael och Marianne Christensson(senare Greip). De två sista åren sände Marianne tillsammans med Erik Blix.
Rockdepartementet fokuserade på musik med intervjuer av musiker, recensioner av musik och utdrag från konserter. Bevakningen av den svenska rockscenen var bärande. Man uppmärksammade även hårdrocken som inte fick något egentligt utrymme i radio i övrigt. Bl a lanserade Rockdepartementet en "Hårdrocklista".
Ett återkommande inslag var monologer med figuren Ivan Boring, vilken gestaltades av Jojje Jönsson.